# 亚麻色头发的少女
《亚麻色头发的少女》（法語：La fille aux cheveux de lin，法語發音：[la fij o ʃəvø də lɛ̃]）是法国作曲家克洛德·德彪西的一首钢琴独奏曲。这是德彪西《前奏曲》第一集中的第八首曲子，创作于1909年底至1910年初。这首乐曲长39小节，演奏时长约两分半钟，是一首降G大調乐曲。
这首曲子以勒贡特·德·列尔的诗命名，以其简洁的音乐性著称，这与德彪西当时的风格大相径庭。它于1910年1月完成，三个月后发表，并于同年6月首演。无论是其原始版本还是后来的各种改编版本，这首前奏曲都是德彪西被录制最多的作品之一。

## 背景及影响
标题“亚麻色头发的少女”的灵感来自勒贡特·德·列尔的同名诗，这是他1852年的《古代诗集》（Poèmes antiques）中的一首《苏格兰之歌》（Chansons écossaises）。一个有着亚麻色头发的女孩的形象在美术中被用作纯真和天真的象征。音乐作曲家们认为，德彪西对这些情感的成功描绘与前奏曲的音乐简洁性密切相关——特别是其技巧与和声元素。这首曲子的简洁性对德彪西来说是非常不寻常的，因为这偏离了他当时的风格，并带回了他在早期音乐作品中使用的更传统的简单和声。
德彪西之前曾将这个标题用于他在1882年至1884年间创作的一首法国旋律。然而，它与1910年的前奏曲没有任何相似之处，根据音乐杂志《19世纪音乐》（19th-Century Music）的詹姆斯·R. 布里斯科（James R. Briscoe）的说法，它最多与前奏曲有“远亲关系”。这首歌是他早期的作品之一，是献给玛丽-布兰奇·瓦斯尼耶（Marie-Blanche Vasnier）的。当时她与德彪西有染，德彪西将他在1880年至1884年间创作的大部分作品都献给了她。

### 同名诗
勒贡特·德·列尔的原诗是用法语写成的。其法语原文及中文大意为：
| [ 8 ] | 在紫色苜蓿盛开的土地上 是谁在清晨低吟浅唱？ 是位亚麻色头发的少女 嘴唇红如樱桃将歌声轻放 爱就像夏日灿烂的骄阳 百灵鸟在枝头引吭 你的唇色是天上的光 我心所爱，将倩影珍藏！ 你可愿与我同行在芳草地？ 那卷曲的长发如野花含香 爱就像夏日灿烂的骄阳 百灵鸟在枝头引吭 多令人痛苦，你别这样讲！ 别说“愿意”！我会痴狂 深沉望入眼中的秋水 你粉色的嘴唇令人眼盲 爱就像夏日灿烂的骄阳 百灵鸟在枝头引吭 告别了小鹿，再见了野兔 还有红鹧鸪！我多想 亲吻你的亚麻色头发 用手指轻按你的红唇！ 爱就像夏日灿烂的骄阳 百灵鸟在枝头引吭 |

## 历史
该前奏曲于1910年1月15日至16日完成，并于同年4月与第一册中的其他前奏曲一起首次出版。两个月后的6月2日，它的首演由弗朗兹·李比希（Franz Liebich）在伦敦的贝希斯坦音乐厅进行。随后于1910年7月26日在马萨诸塞州斯托克布里奇的斯托克布里奇赌场举行了美国首演，由沃尔特·莫尔斯·鲁梅尔表演。随后，次年1月14日在巴黎的法国国家音乐协会举行了法国首演，由里卡多·维涅斯演奏了这部作品。
前奏曲的小提琴和钢琴改編由德彪西的密友——阿瑟·哈特曼创作，并于1910年5月发行。
《少女》一直以来都是德彪西被录制最多的音乐作品之一。尽管它被反复演出，但前奏曲在观众中仍然很受欢迎，部分原因是它“令人难忘的曲调”伴随着“柔和的伴奏”。它因其丰富的情感而受到赞誉，《里士满时讯报》的克拉克·巴斯塔德（Clarke Bustard）形容这首曲子可能是他所有24首前奏曲中“最细腻的”。

## 音乐分析

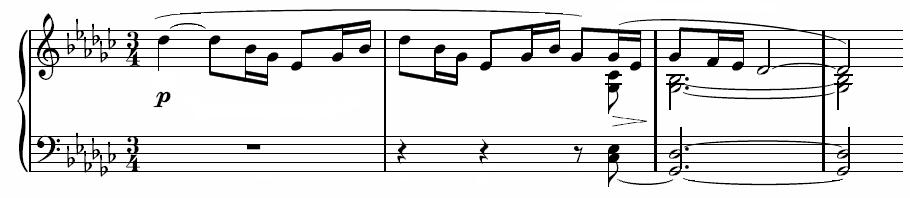
《亚麻色头发的少女》开场主题

### 前奏曲第一集中的编排
德彪西以其对前奏曲的精心编排而闻名。钢琴家和音乐作家保罗·罗伯茨声称，这首前奏曲以及紧接其前的两首曲子构成了第一集结构的“中拱门” ，因为这三首曲目在第一集的所有序曲中提供了最赋“戏剧性的对比” 。第六首前奏曲《雪上足迹》（Des pas sur la neige）唤起了悲伤和孤独的感觉，而第七首《西风所见》（Ce qu'a vu le vent d'ouest）散发着暴力和混乱的天性。与这两者形成鲜明对比的是，《少女》带来了一种温和的“抒情”和“温暖”感，这与德彪西的此类音乐截然不同。通过按特定顺序排列这三首前奏曲，德彪西确保了或许是该系列中最具技术挑战性的前奏曲的其中一首——《西风所见》——位于二十四首曲目中最容易演奏的两首之间。

### 编曲
这首前奏曲的中心思想取自其标题——蘇格蘭田园牧歌风光中的金发少女。因此，它是德彪西印象派音乐的众多例子之一，让人联想到异国他乡的景象。他在整首曲子中使用五聲音階实现了这一点，并通过将其与和谐的全音阶和弦和调式韵律融合在一起，创造出一种民谣般的曲调。与德彪西创作的任何其他作品相比，这首前奏曲使用了更多的变格導音，并且前奏曲的旋律自始至终在连贯和不连贯的乐章之间交替。
这首曲子以其著名的开场主题开始，该主题由三个音符乐句组成，组合在一起为一个八分音符和两个十六分音符。它以在第2小节和第3小节之间形成变格节奏的和弦结束，这是他之前的前奏曲中没有的元素。旋律的第二部分从第3–4小节开始，让人联想到一首苏格兰民谣或类似于爱德华·格里格风格的曲调。开头的旋律在第8小节返回，左手旋律增加了和声。在第19小节，旋律开始上升到乐曲的高潮，通过使用渐强逐渐推进，在第21小节结束时达到顶峰。在第22小节接近尾声时，旋律逐渐减弱到随后的小节，高潮的主题重复了一个八度。在第24至27小节出现一个类似极弱音的低音部分，它以平行运动的方式移动——在某些地方具有连续五度音。在下一小节中，前奏曲的尾聲最后一次再现了开场主题——尽管高了一个八度——随后是单调低沉的母题。最后，旋律以平行移动上升，并利用最终的变格前导节奏以回归到根位的主调和弦。这种节奏既不“旋律上预示着即将到来的音高” ，也不包括左手旋律的主音。因此，它被形容为“变格主音的理想和谐”。旋律以两个琶音八度和弦（左手D♭调紧接着右手G♭调）终止，结束了整首前奏曲。